# Antonio Sartorio
Antonio Sartorio (okolo 1620? Benátky – 30. prosince 1681 tamtéž) byl italský barokní hudební skladatel.

## Život
Antonio Sartorio byl bratrem skladatele a varhaníka Gaspara Sartoria a architekta Girolama Sartoria. Kromě údaje o narození je první další informací o Sartoriově životě až premiéra opery Gl'amori infruttuosi di Pirro, v divadle Teatro di San Giovanni Grisostomo v Benátkách 4. ledna 1661. Další známá opera, Seleuco, byla uvedena až o pět let později v Teatro San Luca.
V roce 1665 se stal kapelníkem vévody Jana Bedřicha Brunšvicko-Lüneburského na zámku Herrenhausen poblíž Hannoveru. Zde měl k dispozici šest instrumentalistů a sedm až osm zpěváků, vesměs italského původu. Pro tento soubor komponoval zejména chrámovou hudbu, mše, žalmy a kantáty. V Hannoveru působil až do roku 1675. Na zimu se zpravidla vracel do Benátek, aby uvedl na scénu své opery a najal hudebníky pro hannoverský dvůr. Z Hannoveru odešel v dubnu 1675. Od vévody obdržel na rozloučenou zvláštní odměnu 50 tolarů a zlatý řetěz. I nadále však rukopisy svých oper podepisoval jako Bedřichův dvorní skladatel.
Po návratu z Hannoveru se usadil v Benátkách a stal se kapelníkem (maestro di cappella) v bazilice sv. Marka. Komponoval skladby pro chrámové potřeby i několik dalších oper, které byly s úspěchem uváděny převážně v divadle Teatro S. Salvatore. Ke konci roku 1680 začal s kompozicí opery La Flora, ale zemřel dříve než jí stačil dokončit. Dokončení se ujal Marc’Antonio Ziani. Opera byla uvedena jako první v karnevalové sezóně 1681 v divadle Teatro Sant' Angelo. Sartoriovým nástupcem na kůru baziliky sv. Marka se stal Giovanni Legrenzi.

## Dílo

### Opery
- Gl'amori infruttuosi di Pirro (libreto Aurelio Aureli, dramma per musica , 1661, Benátky, Teatro dei SS. Giovanni e Paolo)
- Seleuco (libreto Nicolò Minato, dramma per musica, 1666 Benátky, Teatro S. Salvatore)
- La prosperità d'Elio Seiano (libreto Nicolò Minato, dramma per musica, 1667 Benátky, Teatro S. Salvatore)
- La caduta d'Elio Seiano (libreto Nicolò Minato, dramma per musica, 1667 Benátky, Teatro S. Salvatore)
- L'Ermengarda regina de' longobardi (libreto Pietro Dolfin, dramma per musica, 1669 Benátky, Teatro SS. Giovanni e Paolo)
- L'Adelaide (libreto Pietro Dolfin, dramma per musica, 1672 Benátky, Teatro S. Salvatore)
- L'Orfeo (libreto Aurelio Aureli, dramma per musica, 1672, Benátky, Teatro S. Salvatore
- Massenzio (libreto Gian Francesco Bussani, dramma per musica, 1673 Benátky, Teatro S. Salvatore)
- Giulio Cesare in Egitto (libreto Gian Francesco Bussani, dramma per musica, 1676 Benátky, Teatro S. Salvatore)
- Antonino e Pompejano (libreto Gian Francesco Bussani, dramma per musica, 1677 Benátky, Teatro S. Salvatore)
- L'Anacreonte tiranno (libreto Gian Francesco Bussani, dramma per musica, 1677 Benátky, Teatro S. Salvatore)
- Ercole sul Termodonte (libreto Gian Francesco Bussani, dramma per musica, 1678 Benátky, Teatro S. Salvatore)
- Due tiranni al soglio (libreto Matteo Noris, dramma per musica, 1679 Benátky, Teatro S. Salvatore)
- La Flora (libreto Novello Bonis, ,dokončil Marc’Antonio Ziani, melodrama, 1681, Benátky, Teatro Sant' Angelo)
- Alcina (nedokončeno, ztraceno)

### Jiné skladby
- Salmi a 8 voci a due chori ma accomodati all'uso della Serenissima Capella Ducale di San Marco (Benátky, 1680)
- Ad tantum triumphum in Motetti Sagri à voce sola con instrumenti (1695)